# 九三年
《九三年》是法國作家雨果生平的最後一部小說。该书出版于巴黎公社之后的1874年，反映了作者对法国革命的思考。
《九三年》是指1793年，這一年是法國大革命之後，1792年9月法兰西第一共和国成立，隔年法國國王路易十六被送上断头台。保皇黨的軍隊（白军）與共和国军（蓝军）在旺代省展開一場戰爭。白軍指揮官是布列塔尼親王朗特納克侯爵，藍軍指揮官是其叔侄孫郭文子爵，監軍是郭文的恩師西穆爾登神父。儘管雙方首領有親戚關係，但都各自忠於自己的理想，誓言將對方送上斷頭台。
在郭文的妙計下，白軍節節敗退，退守圖爾格堡壘。經過一番頑抗，白軍放火燒城堡，朗特納克帶領手下從密道逃出。就在這時，他聽到一位母親的呼救聲，原來她的三個孩子還困在塔樓內。朗特納克經過一番考慮，毅然自暗道返回城堡，救出了那三個孩子，卻也遭到敵人逮捕。戰爭後，郭文與西穆爾登就朗特纳克的處置問題發生了爭執，西穆爾登是堅定的共和派，冷酷固執，深信流血對革命是必要的，主張將朗特納克處死；郭文卻認為人倫和家庭凌駕於一切，同時被朗特納克的義舉感動，希望饒他不死。最後，郭文獨自進入牢中，與朗特納克交換服裝，留在牢房裡代替犯人。由於當時巴黎曾頒布一項法令，嚴令「釋放戰俘者處死」，西穆爾登忍痛將郭文送上斷頭台。就在郭文的頭顱落地的一刻，他也朝自己的胸膛開了一槍。
1862年，雨果開始蒐集《九三年》的史料，1874年出版。艾茵·蘭德很贊揚本書，稱本書是《源泉》的寫作動機。
1921年林紓與毛文鐘合譯《雙雄義死錄》，即雨果的《九三年》，但僅是一部薄薄刪節本。